# Fabien Rofes

a Compétitions nationales et continentales officielles uniquement.

b Matchs officiels uniquement.
Dernière mise à jour le 25 juillet 2012.
Fabien Rofes, né le 18 mai 1981 à Perpignan (Pyrénées-Orientales), est un joueur de rugby à XV franco-espagnol qui évolue au poste de talonneur.

## Carrière

### Club
- Jusqu'en 2003 : USA Perpignan
- 2003-2007 : RC Narbonne
- 2007 - 2011 : Montpellier HR
- 2011 - 2015 : Union Bordeaux Bègles
- 2015 - : Côte Vermeille[2]

### Internationale
- Équipe d'Espagne : trois sélections en 2011 (10 pts)
- Équipe de France -19 ans : champion du monde en 2000

## Palmarès
- Vice-champion de France en 2011 avec le Montpellier Hérault rugby.